# 21e corps d'armée (1870-1871)
Pour les articles homonymes, voir 21e corps d'armée.
Pour le corps créé en 1913, voir 21e corps d'armée (France).
Le 21e corps d'armée est une unité de l'Armée française active lors de la guerre franco-allemande de 1870. En novembre 1870, il est mis sur pied par le vice-amiral Fourichon, délégué au ministère de la marine et à celui de la guerre par intérim, pour renforcer l'Armée de la Loire.

## Les chefs du18ecorpsd'armée
- 1870 :  capitaine de vaisseau Jaurès (général de division auxiliaire)

## Composition en novembre 1870
1re division d'infanterie sous les ordres du général Rousseau
- 1re brigade sous les ordres du lieutenant-colonel Roux :
  - 13e bataillon de chasseurs de marche sous les ordres du commandant Lombard
  - 58e de marche sous les ordres du lieutenant-colonel Roux
  - 3e bataillon de mobiles de l'Aube
  - 4e bataillon de mobiles des Deux-Sèvres
  - 2e bataillon de mobiles de la Loire-Inférieure
  - 5e bataillon de mobilisés de la Sarthe
- 2e brigade sous les ordres du lieutenant-colonel de Tillet de Villars :
  - 3 compagnies de marche du 26e régiment d'infanterie de ligne
  - 3 compagnies de dépôt du 94e régiment d'infanterie de ligne
  - 2 compagnies  du 49e de marche
  - 2 bataillons du 90e mobiles (Sarthe et Corrèze)
  - 1 bataillon de mobiles de la Corrèze
- Artillerie :
  - Trois batteries de 4, uns section de 12, une section de mitrailleuses
- Corps francs divers
- Cavalerie :
  - 3 escadrons

2e division d'infanterie sous les ordres du général auxiliaire Colin
- 1re brigade sous les ordres du lieutenant-colonel Villain :
  - 56e de marche sous les ordres du lieutenant-colonel Villain
  - 1 bataillon de marche d'infanterie de marine
  - 1 bataillon de mobiles d'Indre-et-Loire
  - 1 bataillon de mobiles d'Ille-et-Vilaine
  - 1 bataillon de mobilisés de la Sarthe
- 2e brigade sous les ordres du lieutenant-colonel des Moutis :
  - 59e de marche sous les ordres du lieutenant-colonel Barilles
  - 9e bataillon de marche d'infanterie de marine sous les ordres du chef de bataillon Meynier[2]
  - 49e mobiles de l'Orne sous les ordres du lieutenant-colonel des Moutis
  - 1 bataillon de mobilisés de la Sarthe
- Artillerie :
  - Trois batteries de 4
- Génie :
  - une section

3e division d'infanterie sous les ordres du général de brigade de Villeneuve
- 1re brigade sous le commandement du lieutenant-colonel Stephani :
  - 6 bataillons de fusiliers-marins
  - 15e mobiles (Calvados) sous le commandement du lieutenant-colonel de la Barthe
  - 78e mobiles (Vendée, Lot-et-Garonne et Gironde) sous le commandement du lieutenant-colonel Rigalau
- 2e brigade sous le commandement du général auxiliaire du Temple :
  - 3 bataillons de fusiliers-marins
  - 30e mobiles (Manche) sous le commandement du lieutenant-colonel le Moyne-Desmarets
  - 92e mobiles (Manche et Calvados) sous le commandement du lieutenant-colonel de Tocqueville

4e division d'infanterie sous les ordres du général auxiliaire Gougeard
- 1re brigade sous le commandement du colonel Bel :
  - 3 bataillons de mobilisés de la Loire-Inférieure
  - 2 compagnies de marche d'infanterie
  - 1 bataillon du 62e de marche
  - 1 bataillon du 97e de ligne
  - 1 bataillon de mobilisés d'Ille-et-Vilaine
- 2e brigade sous le commandement du colonel de Pineau :
  - 1 bataillon du 19e de ligne
  - 2 bataillons de mobiles de Bretagne
  - 1 compagnie de la Légion Étrangère
  - 1 bataillon de mobilisés du Morbihan
  - 1 bataillon de mobilisés de la Loire-Inférieure
  - 1 bataillon des Volontaires de l'Ouest
- Artillerie :
  - Une batterie de 12, 14 pièces de 4 et 7 mitrailleuses (marins)
- Génie :
  - Une compagnie
- Cavalerie :
  - 1 escadron de lanciers, 2 pelotons d'éclaireurs bretons

Division de Cavalerie sous les ordres du général Guillon
- 1re brigade sous les ordres du général de Tuce :
  - 1er hussards de marche sous les ordres du lieutenant-colonel de Bonne
  - 3e régiment de cavalerie mixte sous les ordres du lieutenant-colonel Bonie
- 2e brigade :
  - 8e cuirassiers de marche sous les ordres du lieutenant-colonel Humblot
  - 6e dragons de marche
  - 8e régiment de cavalerie mixte sous les ordres du lieutenant-colonel Palanque

Artillerie de réserve
- - Cinq batteries de 4, 12 ou 8,  deux batteries de mitrailleuses

## Historique
Il fait partie de la 2e armée de la Loire.